# Lothar Schreyer

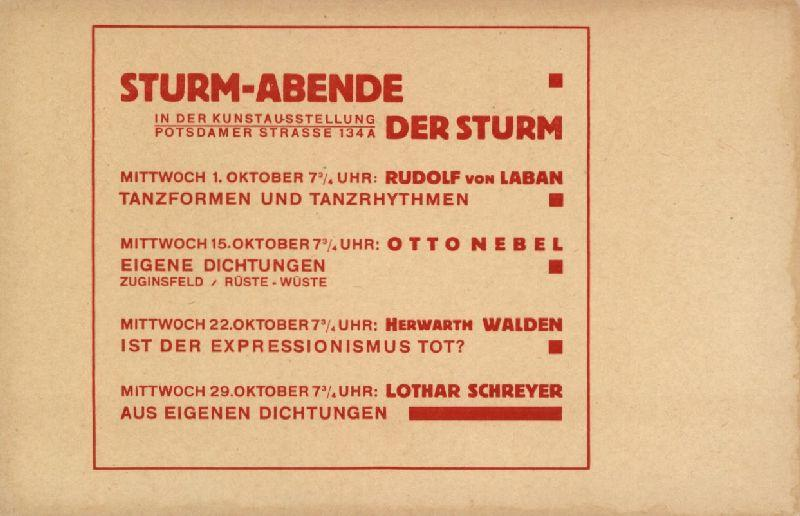
Pozvánka na výstavu Der Sturm

Lothar Schreyer (19. srpna 1886 Blasewitz – 18. června 1966 Hamburk) byl německý malíř. Studoval na Lipské univerzitě, Humboldtově univerzitě a Univerzitě Heidelberg. Publikoval také pod pseudonymem Angelus Pauper. V roce 1937 byla jeho díla spolu s mnoha dalšími vystavena na výstavě Entartete Kunst v Mnichově.

## Život a dílo
Lothar Schreyer – syn krajináře – studoval právo v Heidelbergu, Berlíně a Lipsku. Doktorát získal v roce 1911. Od roku 1911 do roku 1918 byl dramaturgem v Deutsches Schauspielhaus v Hamburku. V roce 1919 patřil mezi zakladatele berlínského Kunstbühne a jeho režisérem byl až do roku 1921. Od roku 1916 do roku 1926 Schreyer pracoval v redakci a jako editor časopisu Herwartha Waldena Der Sturm. V letech 1917 až 1920 vedl scénu Sturmu v Berlíně. Zde nechával herce hrát nahé, s cizími maskami či kostýmy, aby podávali přirozené nebo zcela improvizované výkony, ve většině případů na jevišti neobvyklé. Byl autorem her Jungfrau (1917), Meer, Sehnte, Mann (1918), Nacht (1916/17; 1919) nebo Kreuzigung (1920) a řady dalších. Od roku 1921 do roku 1923 působil jako mistr a vůdce divadelní třídy Bauhausu ve Výmaru, od roku 1924 do roku 1927 na umělecké škole Der Weg v Berlíně a Drážďanech.
V roce 1933 konvertoval Schreyer k římskokatolické církvi. Maria Laach se stala jeho duchovním domovem.
Schreyer byl jedním z 88 spisovatelů, kteří podepsali v říjnu 1933 slib věrnosti Adolfu Hitlerovi. Po druhé světové válce v roce 1945 se vydal do Hamburku, kde žil až do své smrti v roce 1966. Působil jako spisovatel, umělec a malíř na volné noze. V hamburských kostelech a v okolí je k vidění mnoho jeho uměleckých děl.
Velká pozornost byla věnována jeho četným dílům na téma „Křesťanské umění“, které pokrývá celé spektrum posvátného umění.

## Publikace
Autor
- Die bildende Kunst der Deutschen. Geschichte und Betrachtung. Hamburk u. a.: Hanseatische Verlagsanstalt / Deutsche Hausbücherei, 1931
- Der Bamberger Reiter. Stalling, Oldenburg, 1932
- Die Mystik der Deutschen, 1933
- Frau Uta in Naumburg. Stalling, Oldenburg, 1934
- Der gefangene Glanz. Aus den Werken des Theophrastus Parazelsus, Caritasverlag, Freiburg i.Br., 1940
- Der Falkenschrei. Friedrich II von Hohenstaufen, Roman, 1942 (další vydání: Anton Pustet, Graz, 1961)
- Die dreifache Gottgeburt, 1947
- Expressionistisches Theater. Aus meinen Erinnerungen. Toth, Hamburk, 1948
- Neue Arbeiten von Fritz Schwerdt. In: DAS MÜNSTER. Nr. 1–2/1953. Verlag Schnell+Steiner GmbH, Regensburg, 1953
- Ein Jahrtausend Deutscher Kunst. Christian Wegner Verlag, Hamburk, 1954
- Erinnerungen an Sturm und Bauhaus. Albert Langen/Georg Müller, Mnichov, 1956
- Die Botschaft der Buchmalerei. Aus dem ersten Jahrtausend christlicher Kunst. Wittig, Hamburk, 1956
- Agnes und die Söhne der Wölfin. Ein Prozeß. Herder, Freiburg, 1956
- Lyonel Feininger. Dokumente und Visionen, Mnichov, Langen-Müller, 1957
- Christliche Kunst des XX. Jahrhunderts in der katholischen und protestantischen Welt. Christian Wegner Verlag, Hamburk, 1959
- Das Christusbild und die Kunst des 20. Jahrhunderts. Otto Müller Verlag, Salzburg, 1960
- Siegesfest in Karthago. Herder, Freiburg, 1961
- Abstrakte Christliche Kunst. Ars Liturgica, Maria Laach, 1962
- Anton Wendling. Verlag Aurel Bongers, Recklinghausen, 1962

Vydavatel
- Der Sturm. Ein Erinnerungsbuch an Herwarth Walden und die Künstler aus dem Sturmkreis. Společně s Nellem Waldenem. Klein, Baden-Baden 1954.